# Lo Tossal (Cornudella de Montsant)
Lo Tossal és una muntanya de 975 metres que es troba al municipi de Cornudella de Montsant, a la comarca catalana del Priorat.